# Сондерс, Реджинальд
Реджинальд Уолтер Сондерс (англ. Reginald Walter Saunders; 7 августа 1920, Фрамлингем, Виктория — 2 марта 1990, Сидней, Новый Южный Уэльс) — австралийский военный деятель, первый офицер Армии Австралии из коренных австралийцев.
Редж Сондерс родился в 1920 году в штате Виктория. И его отец, Уолтер Кристофер Сондерс, и его дядя, Уильям Реджинальд Ролингс, участвовали в Первой мировой войне. В силу семейных военных традиций Редж и его брат Гарри тоже приняли участие в войне, но уже во Второй мировой. Реджинальд Сондерс оказался прирождённым солдатом, принявшим участие в составе 2/7-го батальона в сражениях в Ливии, Греции и на Крите. После британской эвакуации в мае 1941 года он оказался одним из нескольких сотен солдат, оставшихся на Крите. Позже он вернулся в свой батальон и в конце 1944 года после обучения в Виктории получил офицерское звание. В Новую Гвинею он прибыл в звании лейтенанта, став командиром взвода 2/7-го батальона.
После начала Корейской войны Сондерс вернулся в Армию. В звании капитана он командовал несколькими ротами 3-го батальона Королевского австралийского полка, пройдя через ожесточенные бои, в том числе Капхёнскую битву в апреле 1951 года. В том же году он уехал из Кореи и в 1954 году ушёл с регулярной военной службы.
В 1969 году Сондерс стал одним из первых сотрудников министерства по делам аборигенов. В 1971 году он был возведён в звание кавалера ордена Британской империи за общественные заслуги. Реджинальд Сондерс скончался в 1990 году в Новом Южном Уэльсе.

## Биография

### Молодые годы и семья

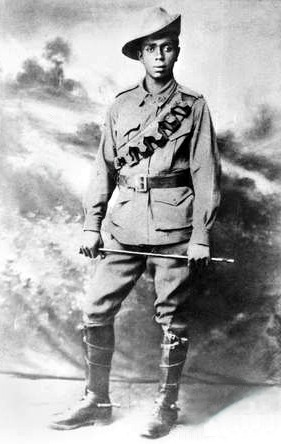
Уолтер Кристофер Джордж Сондерс, отец Реджа, ок. 1916 г.

Реджинальд Уолтер Сондерс родился 7 августа 1920 года в резервации аборигенов Фрамлингем, недалеко от Пернима на западе штата Виктория. Он происходил из народа гундиджмара, известного своим большим вкладом в военную историю Австралии. Его отец, Уолтер Кристофер Джордж Сондерс, работавший конюхом, участвовал в Первой мировой войне в качестве пулемётчика Первых Австралийских имперских сил. Один из дядей Реджа, в честь которого он был назван, Уильям Реджинальд Ролингс, был награждён Воинской медалью (по другим данным, медалью «За отличную службу») в рядах 29-го батальона, а через три недели погиб в бою у Вовиллера во Франции. Другой предок, Джон Брук, в составе Викторианского полка и Австралийской кавалерии Содружества принимал участие в англо-бурской войне. Мать Сондерса, Мэйбл, умерла в 1924 году во время родов от осложнений, вызванных пневмонией, вместе со своим третьим ребёнком — девочкой. После этого, отец переехал в Лейк-Кондах вместе с Реджем и его младшим братом Гарри, родившимся в 1922 году. Пока отец был занят на различных работах, два мальчика воспитывались в основном своими бабушкой и дедушкой по материнской линии
Сондерс учился в местной школе при христианской миссии в Лейк-Кондахе, где преуспел в математике, геометрии и языках. Отец тем временем совершал с сыновьями походы в буш, а также призывал их читать Шекспира и австралийскую литературу. Дед Реджинальда и Гарри, Джим Арден, воспитывал в них гордость за свой народ и рассказывал о несправедливом обращении белых поселенцев с аборигенами. Живя тяжёлой жизнью, Редж представлял себя в Южной Америке — борющимся за бедных и угнетенных, с которыми он чувствовал духовное родство. После восьми лет эпизодической учёбы он получил сертификат отличия. Таким образом, его формальное образование завершилось, и в возрасте 14 лет Редж пошёл работать на лесопилку. В то время работодатели регулярно удерживали зарплату коренным австралийцам, и Сондерс, противодействуя этому, отказывался работать, после чего начальник уступил ему. Так продолжалось до 1937 года, когда Редж вошёл в семейный бизнес со своим отцом и братом, владевшими лесопилкой в Портленде. В 1939 году пилорама оказалась разрушена из-за лесного пожара.

### Вторая мировая война
После начала Второй мировой войны Сондерс был полон решимости отправиться на службу в вооружённые силы. Большую роль в этом решении сыграли патриотизм и военные традиции семьи, а также рассказы отца и его боевых товарищей. Отец предложил ему подождать шесть месяцев; как позже отмечал Редж — «они говорили, что на эту войну уйдёт всего шесть месяцев с линией Мажино и всем другим мусором, о котором нам болтали… Но мы прождали полгода и сезон охоты на уток подошёл к концу, так что стрелять было больше негде, кроме как на войне». 24 апреля 1940 года Сондерс вместе с друзьями по футболу был зачислен в состав Вторых Австралийских имперских сил под номером VX12843. Впоследствии в вооружённых силах была принята политика зачисления только лиц «европейского вида или происхождения», однако в то время Сондерс не испытывал никаких препятствий. Он говорил, что однополчане «не делали различий по цвету» и во время обучения на севере Квинсленда его белые товарищи сидели с ним рядом в зале «для аборигенов» в кинотеатрах. Его прирождённые исключительные лидерские качества помогли ему в продвижении по военной службе: через шесть недель после призыва он получил временное звание младшего капрала, а через три месяца — сержанта.
После завершения обучения Сондерс в составе подкрепления был направлен в пехоту, а именно в 2/7-й батальон, находившийся в то время в Северной Африке. По прибытии в расположение подразделения Сондерс был снова понижен в звании до рядового. Свой первый боевой опыт он получил в Ливии — в столкновениях с итальянцами у Бенгази. В начале апреля 1941 года 6-я дивизия, в которую входил 2/7-й батальон, был отправлен в Грецию — противодействовать немецкому вторжению. Как и многие другие, он впоследствии называл эту кампанию ошибкой. После нескольких отступлений батальон был 26 апреля эвакуирован на судне Costa Rica в Каламату. Первоначально корабль направлялся в Александрию, но после атаки немецких самолётов в бухте Суда он начал тонуть, и члены 2/7-го батальона, в том числе Сондерс, были спасены экипажами нескольких британских эсминцев и высажены на Крите. Впоследствии батальон вошёл в состав гарнизона острова.

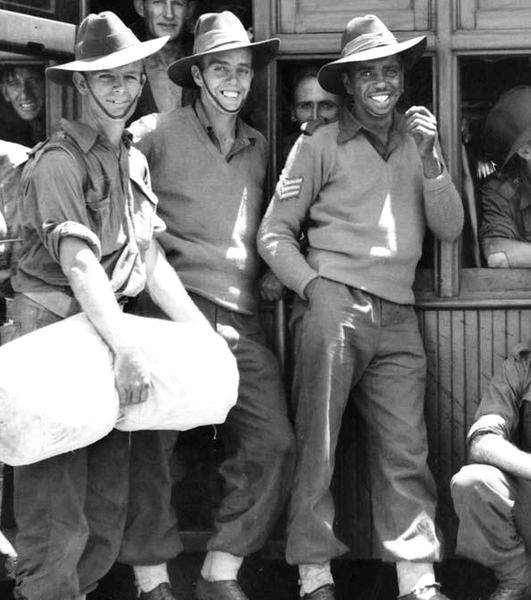
Сондерс с сослуживцами на железнодорожной станции на севере Квинсленда, 12 октября 1943 года

После немецкого вторжения на Крит в мае 1941 года 2/7-й батальон был первоначально задействован в береговой обороне, прежде чем принял участие в боевых действиях при Ханье. Среди прочего он вместе с батальоном маори из Новой Зеландии принял участие в штыковой атаке на 42-й улице, в результате которой были убиты почти 300 немцев, а продвижение противника замедлилось на некоторое время. Именно в этом сражении Сондерс впервые убил человека: «я видел как немецкий солдат стоял на виду на расстоянии около тридцати ярдов от меня. Я был уверен, что он станет первым, кого я убью… Мне вспоминается, что это было просто, как стрельба по кенгуру… так же равнодушно». После того как союзники начали эвакуацию с острова, 2/7-й батальон был оставлен в тылу в качестве арьергарда для защиты других отступающих подразделений. 1 июня 1941 года союзники покинули остров, бросив не успевший добраться до точки эвакуации батальон фактически на произвол судьбы. В результате этого многие из солдат были взяты в плен, хотя некоторые из них смогли избежать этой участи, укрывшись в горах и пещерах на острове. Переодевшись в местную одежду, обучившись диалекту и заручившись поддержкой местных жителей, рисковавших своими жизнями, Сондерсу удалось продержаться нераскрытым в течение 12 месяцев, во время которых он жил в старой церкви на холме у деревни Ламбини в 5 километрах от города, прячась от немецких рейдов в подвалы и канализацию. Время, проведённое им на Крите, стало поворотным моментом в последующей жизни Сондерса, а вклад его и сотоварищей в защиту острова по-прежнему почитается критянами.
Наконец, в мае 1942 года Сондерс вошёл в партию эвакуированных с Крита на британской подводной лодке и в октябре вернулся в Австралию. Он снова был зачислен в 2/7-й батальон, проходивший переформирование в Палестине, и был отправлен в Австралию вместе с 6-й дивизией, для сдерживания вступившей в войну Японии. В ноябре 1942 года Гарри, младший брат Реджа, вступивший в армию сразу после него в 1940 году, был убит в битве за Кокодский тракт во время службы в Новой Гвинее в составе 2/14-го батальона. Вспоминая о том, как Гарри присоединился к вооружённым силам, Редж отметил: «я был зол, потому что только я должен был пойти… Если мы пошли бы оба, один мог быть убит…». Старший Сондерс впоследствии тоже был отправлен в Новую Гвинею. После недели непрекращающихся дождей, страдая от лихорадки, Редж написал в своём дневнике: «это была самая ужасная неделя в моей жизни, как будто я снова был на Крите!». Во время столкновений с японцами в Маприке он был ранен в колено, в результате чего провёл три недели в госпитале, но впоследствии вернулся в батальон. В середине 1943 года он принял участие в кампании в Саламауа-Лаэ и был временно произведён в сержанты, взяв на себя командование взводом после того, как командир был ранен в бою. Оправдав возложенное на него доверие, за смелое руководство взводом Редж получил от своего командира, подполковника Генри Гуинна, рекомендацию для произведения в офицеры. Когда Гуинн сказал ему об этом намерении, Сондерс засмеялся и сказал: «я не хочу быть офицером… Я бы, скорее, был бы полковым сержант-майором». На это Гуинн ответил — «Господи, мальчишек не назначают ПСМ».

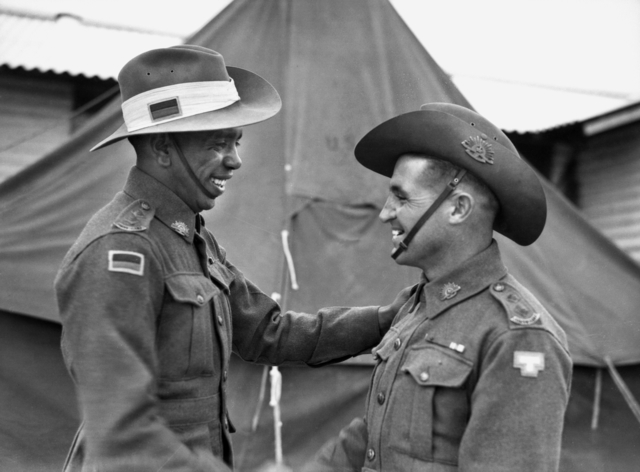
Лейтенанты Сондерс и Деррик поздравляют друг друга с получением званий, Сеймур, 25 ноября 1944 года

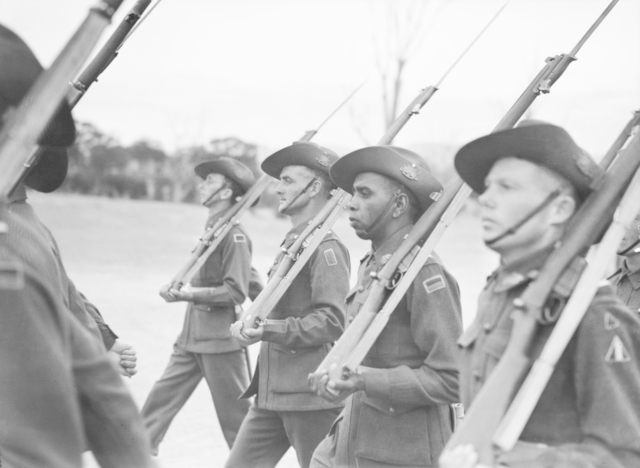
Лейтенант Сондерс в строю на марше после получения звания, Сеймур, 25 ноября 1944 года

После этого Сондерс обратился в совет по отбору офицеров, размещённый на плато Атертон в штате Квинсленд, где базировались подразделения 6-й дивизии по возвращении из Новой Гвинеи. Совет состоял из трёх старших офицеров, опытных пехотных командиров батальонов, которым было поручено определить пригодность кандидата к вводу в строй в качестве пехотного офицера. Сондерсу не нашлось приемлемого назначения, и он был отправлен на курсы подготовки офицеров в Сеймуре в штате Виктория. Во время учёбы он делил одну палатку с кавалером Креста Виктории Томом Дерриком. По завершении 16-недельного курса Сондерс был в ноябре 1944 года произведен в лейтенанты, став первым в истории Армии Австралии офицером из коренных австралийцев. Такой прецедент вызвал некоторое беспокойство в вооружённых силах из-за его «особого значения», и в итоге документы для подтверждения присвоения звания были отправлены для утверждения главнокомандующему — генералу Томасу Блэми. Тем не менее, как сообщалось, Блэми «настаивал на следовании обычной процедуре», полагая, что не должно быть никакой разницы в том, как присваивать звания, а Сондерса следует рассматривать как любого другого солдата, получившего необходимую подготовку. Эта история получила широкое освещение в австралийской прессе, особенно патерналистски настроенной. Несмотря на господство в Австралии политики расизма, военная служба в течение первой половины двадцатого века была одним из немногих мест, где разделение не было нормой, потому что, как говорили солдаты, в окопах «все серые».
После подтверждения продвижения в звании Сондерс вернулся в Новую Гвинею и, хотя это противоречило принятой политике, был зачислен в свой старый батальон. Впоследствии он принял участие в Аитапе-Вевакской кампании, во время которой командовал взводом до конца войны. Из-за имевших силу в то время дискриминационных законов, у Сондерса как гражданина было меньше прав, чем у белых австралийцев, которыми он руководил. Для сравнения, из 416 809 австралийских солдат, служивших на фронтах Первой мировой, более 1000 были представителями коренных народов.

### Межвоенное время
После окончания Второй мировой войны, 5 октября 1945 года Сондерс был уволен с военной службы. Возвратившись в Австралию опечаленным смертью брата, он хотел пойти добровольцем на службу в Оккупационные силы Британского Содружества в Японии, но в ту пору правительство не принимало на работу аборигенов. Сондерс публично выступал против этой политики, называя её «недалёкой и невежественной» (ограничения на присутствие военных неевропейского происхождения в вооружённых силах были отменены лишь в 1949 году). Сондерс переехал в Мельбурн вместе со своей семьёй, которая к этому времени состояла из его жены Дороти Мэри Бэнфилд, на которой он женился в 1944 году, и их маленьких детей — трёх дочерей. В военное время Дороти служила в Женских вспомогательных ВВС Австралии. Сондерс вспоминал, что «с трудом оправился после войны… и бедная старушка Дотти, она не знала, что делать со всем этим». Подвергаясь дискриминации, редко встречавшейся по отношению к солдатам, в течение пяти последующих лет он перебивался случайными заработками, периодически работая кондуктором трамвая, служащим на литейном производстве, а также строителем и экспедитором.

### Корейская война

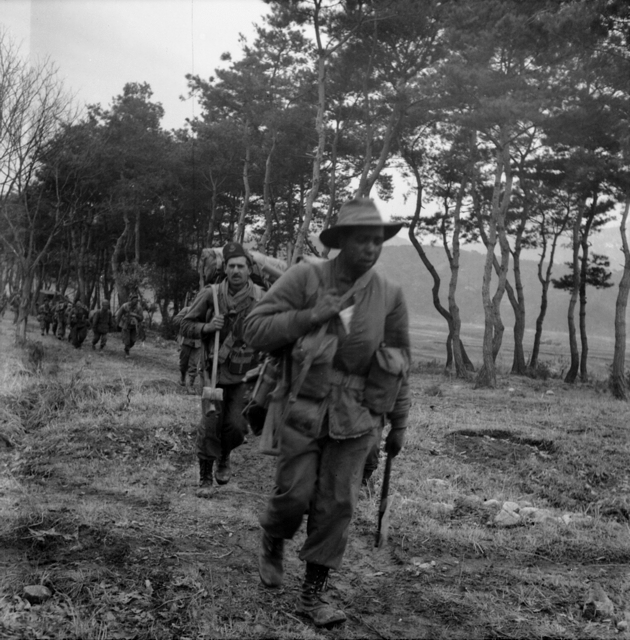
Лейтенант Сондерс ведёт свой взвод по территории Кореи, март 1951 года

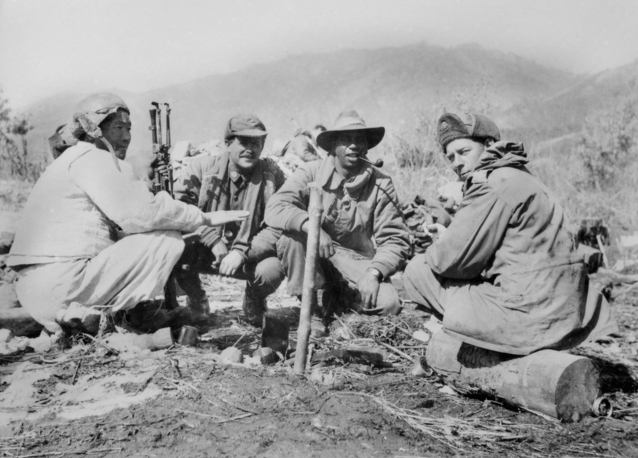
На привале в Корее, ноябрь 1950 года

В августе 1950 года, правительство призвало ветеранов Второй мировой войны отправиться на Корейскую войну в рамках службы в специально созданных силах «K». Сондерс стал добровольцем и вернулся в армию в звании лейтенанта под номером 337678. В ноябре 1950 года после прохождения обучения в Пукапуньяле (штат Виктория) и в Японии он прибыл в Корею, оставив жену и трёх дочерей в Австралии — в ветхом протекающем доме с дырами в полу, без всякой поддержки от государства, за которое он отправился воевать. Сначала Сондерс служил командиром взвода роты «A» в 3-м батальоне Королевского австралийского полка. После ранения командира в феврале 1951 года он возглавил свою роту, а впоследствии получил в командование роту «C». Получив звание капитана, в апреле Сондерс провёл роту через знаменитую Капхёнскую битву, когда австралийские и канадские батальоны смогли удержать китайскую дивизию к северо-востоку от Сеула — столицы Южной Кореи. Разочарованный ведением войны до Капхёна, 24 апреля 1951 года Сондерс сказал: «наконец-то я почувствовал себя „анзакцем“, и я думаю, там было около 600 таких же, как я». За участие в этом бою 3-й батальон был удостоен благодарности соединению от президента США. Сам Сондерс был представлен к личной награде, но отказался, чтобы не выделяться из числа однополчан. В октябре, взвод, оснащённый пулемётами Виккерса принял участие в битве за Малиянгшан. Обследовав гору, находившуюся перед ними, товарищ Сондерса заметил, что «эта страна не для белых», к чему Редж добавил: «эта страна и не для чернокожих». В ноябре 1951 года он вернулся в Австралию.

### Последующая жизнь
После того как Сондерс возвратился в Австралию, его брак закончился разводом. В 1953 году ветеранская организация «Лига отслуживших и вернувшихся» рекомендовала включить его в официальный австралийский контингент на коронации Елизаветы II, однако федеральное правительство отклонило это предложение на том основании, что назначение Сондерса означало бы отстранение ранее выбранного офицера. После Корейской войны Сондерс остался в армии на контроле подготовки национальных военнослужащих в Пукапуньяле. Находясь вдали от действительной службы, он вскоре разочаровался в армии и был уволен из неё по собственному желанию в 1954 году. В том же году он женился на Пэт Монтгомери — медсестре из Ирландии.
После этого Сондерс нашёл работу подрядчика в лесозаготовительной промышленности Джипсленда, затем переехал в Сидней, где в течение следующих 11 лет служил в Австралийской бронзовой компании. Будучи для многих образцом для подражания и лицом коренных австралийцев, в 1969 году Сондерс занял пост в Управлении по делам аборигенов, став одним из первых служащих по связям с общественностью и первым аборигеном на службе в данном ведомстве. Среди его задач было обнародование информации о законодательном федеральном финансировании бизнеса и образования австралийских аборигенов и аборигенов островов Торресова пролива, предоставление рекомендаций государственным ведомствам и поддержание связей с группами социального активных аборигенов. В рамках этих задач он путешествовал по всей стране, общаясь с представителями разных слоёв населения. Позже Сондерс заявлял, что «чувствовал себя лидером аборигенов и стремился сделать что-то, что улучшит положение аборигенов». В то время представители коренных народов не могли войти в общественный бар, не могли владеть собственностью, не имели права голоса, и подобная сегрегация существовала до 1967 года, когда коренные австралийцы были, наконец, признаны гражданами Австралии. Несмотря на тяжёлые годы, Редж не ожесточился, оставаясь достойным и добродушным человеком, по-прежнему приверженным защите интересов своего народа. Его друг и историк Гарри Гордон писал, что «он был безоговорочно принят людьми, которые служили с ним, потому что среди фронтовиков не процветали ложные ценности».
Общественная деятельность Сондерса была признана 4 июня 1971 года, когда он был произведён в кавалеры ордена Британской империи. Сондерс продолжал служить в Министерстве по делам аборигенов в Канберре, пока не вышел на пенсию в 1980 году. В июле 1985 года он стал пожизненным членом Совета Австралийского военного мемориала. Он также участвовал в деятельности Лиги отслуживших и вернувшихся, хоть и поссорился с её лидерами Альфом Гарландом и Брюсом Ракстоном после того, как Гарланд предложил ввести сдачу крови аборигенами для определения их права на государственные пособия. В интервью 1986 года Сондерс заявил: «Они могут взять у меня столько крови, сколько хотят, но они никогда не поймут моей сути, и меньше всего — абориген я или нет. Какая кровавая глупость».
Реджинальд Уолтер Сондерс, страдавший в конце жизни от сердечной недостаточности и рака гортани, скончался 2 марта 1990 года в Сиднее. Прах его был развеян в Лейк-Кондахе, традиционной территории народа гундиджмара. За два брака, закончившихся разводами, Сондерс стал отцом десяти детей, двое из которых умерли раньше него. По семейной традиции из всех его детей один сын избрал армейскую карьеру, в то время как четыре дочери вышли замуж за солдат. Сын Сондерса Кристофер в 1978 году сыграл его в эпизоде телесериала «Салливаны». В 2008 году дочь Гленда Хьюмс рассказала о жизни своего отца в интервью «Australian Broadcasting Corporation», в котором назвала его историю вдохновляющим примером торжества над предрассудками и признания лидерских качеств.

## Память

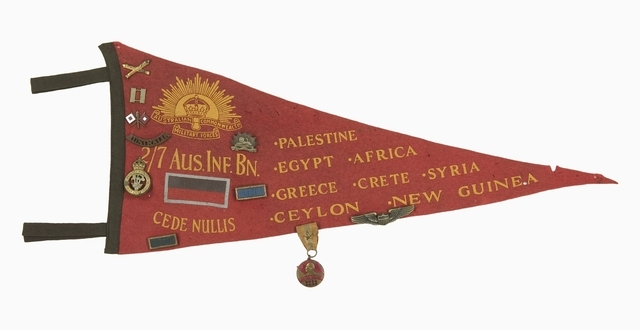
Вымпел 2/7-го батальона

В 1992 году Лигой отслуживших и вернувшихся была учреждена Стипендия Капитана Реджа Сондерса. 14 декабря 2001 года на церемонии с участием министра обороны Аллан Хоука и начальника Сил обороны адмирала Криса Барри в его честь была названа «Дорога Реджа Сондерса», проходящая через пригороды Канберры — Кэмпбелл и Расселл. В 2009 году в Клубе службы Канберры открылась комната, посвящённая Сондерсу. Центром Военного мемориала Норт-Бонди, посвящённого 98 аборигенам-кавалерам Креста Виктории и открытого в 2011 году, является стела со словами Сондерса, произнесёнными 24 апреля 1951 года. В 2012 году имя Сондерса было внесено в Зал почёта аборигенов Виктории. В 2015 года художник Эдриан Трелфалл выпустил графический роман о жизни Сондерса под названием «Редж Сондерс: Абориген — герой войны». 6 мая 2015 года в Канберре в присутствии 15 потомков Сондерса был открыт 800-местный «Театр Капитана Реджинальда Сондерса».
В Австралийском военном мемориале хранятся награды, личные вещи и фотографии Сондерса, в частности портсигар, на котором он вырезал названия мест службы, а также вымпел 2/7-го батальона с благодарностью соединению от президента США. Там же выставлен и его портрет, написанный Памелой Талбен-Болл в 1978 году.

## Награды

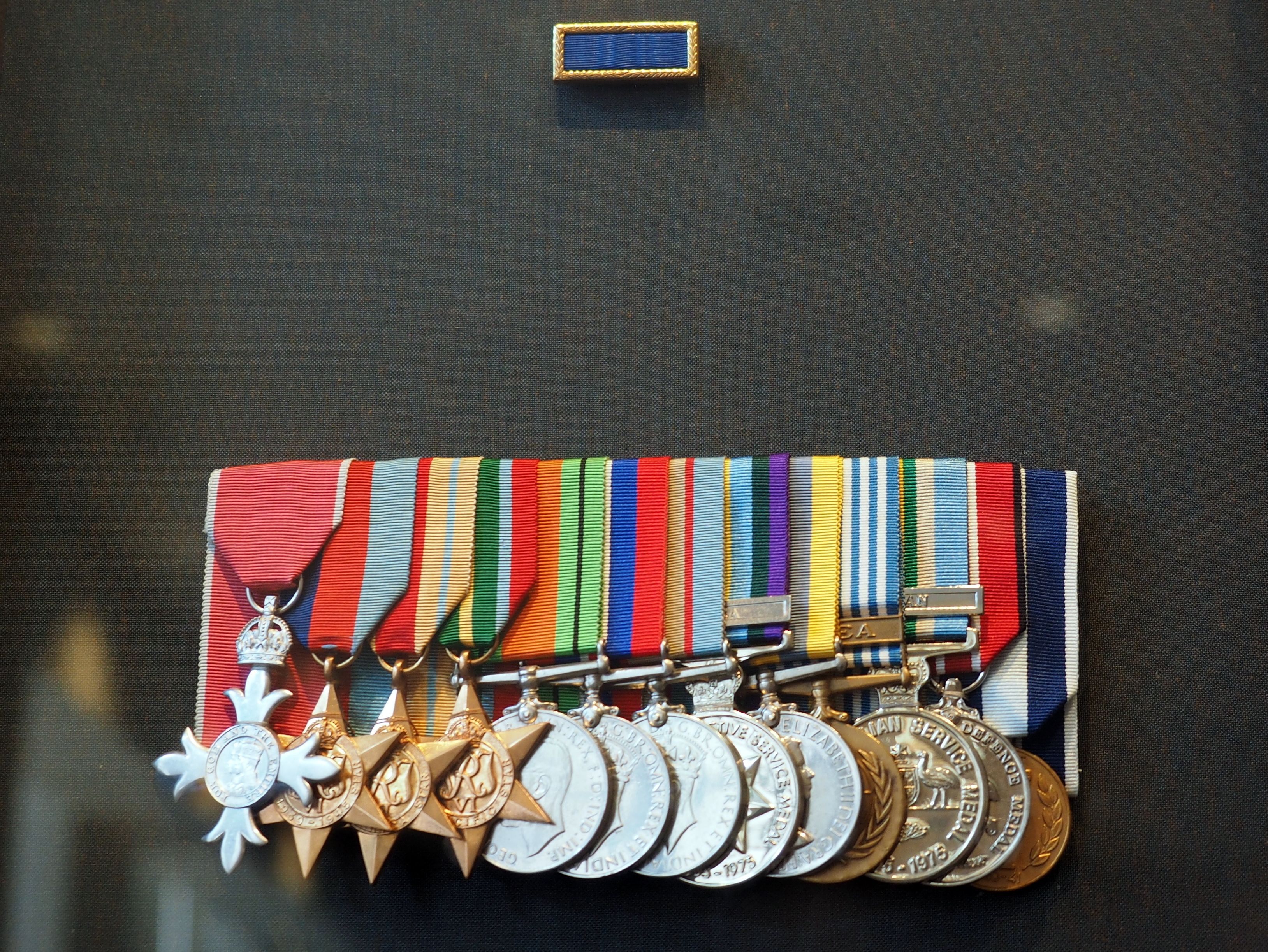
Награды Сондерса в Австралийском военном мемориале

| Лента                                      | Знак отличия                                                 |
| Орден Британской империи                   | Кавалер ордена Британской империи                            |
| Звезда «1939—1945»                         | Звезда «1939—1945»                                           |
| Африканская звезда                         | Африканская звезда                                           |
| Тихоокеанская звезда                       | Тихоокеанская звезда                                         |
| Медаль обороны                             | Медаль обороны                                               |
| Военная медаль 1939—1945                   | Военная медаль 1939—1945                                     |
| Медаль службы Австралии 1939—1945          | Медаль службы Австралии 1939—1945                            |
| Медаль активной службы Австралии 1945—1975 | Медаль активной службы Австралии 1945—1975 с пряжкой «КОРЕЯ» |
| Корейская медаль                           | Корейская медаль                                             |
| Медаль «За службу ООН в Корее»             | Медаль «За службу ООН в Корее»                               |
| Медаль службы Австралии 1945—1975          | Медаль службы Австралии 1945—1975 с пряжкой «ЯПОНИЯ»         |
| Медаль обороны Австралии                   | Медаль австралийской обороны                                 |
| Памятная медаль войны 1940—1941            | Памятная медаль войны 1940—1941 от правительства Греции      |
| Благодарность соединению от президента США | Благодарность соединению от президента США                   |